# Blijnii Hutor
Blijnii Hutor (ros. Ближний Хутор, ukr. Ближній Хутір) – wieś w Mołdawii, faktycznie na terenie kontrolowanym przez władze nieuznawanego międzynarodowo Naddniestrza. 

## Położenie
Wieś położona jest w bezpośrednim sąsiedztwie Tyraspola, z którym graniczy od południa.

## Historia i opis
Miejscowość powstała w 1878. 
W 1918, gdy lewy brzeg Dniestru zajmowały wojska niemieckie, w okolicach Blijniiego Hutoru działał bolszewicki oddział partyzancki pod dowództwem Iwana Boguna-Dobrowolskiego. 
W ZSRR w miejscowości działał kołchoz im. Miczurina, otwarto również szkołę podstawową, bibliotekę, pocztę i klub z salą kinową. W 1962 na terenie Blijniiego Hutoru odkryto skarb - 12 srebrnych monet polskich, litewskich i węgierskich z XVI-XVII w.
Wieś łączy z Tyraspolem linia marszrutkowa nr 11.

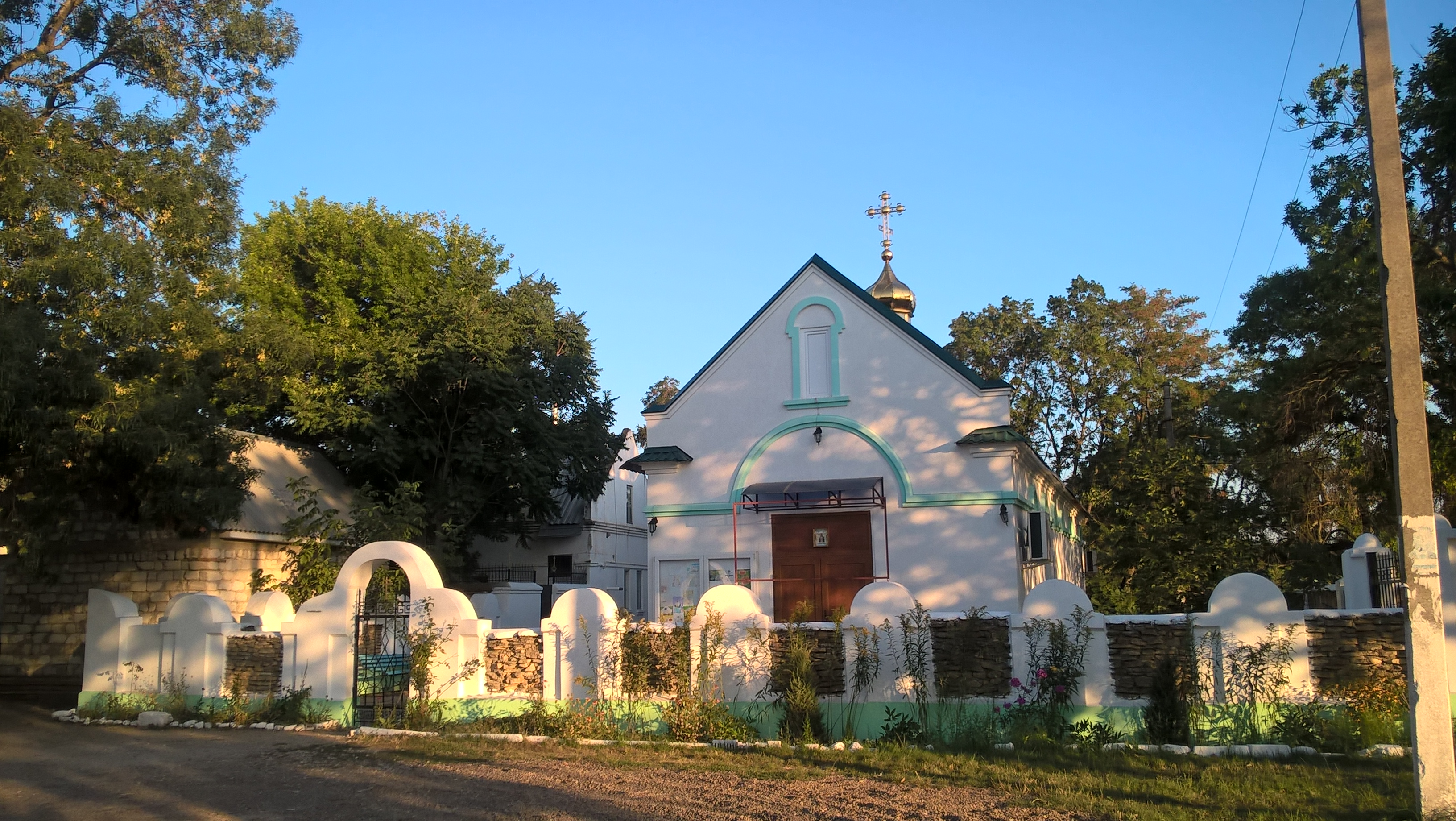
Cerkiew św. Serafina z Sarowa

W Blijniim Hutorze znajduje się cerkiew św. Serafina z Sarowa o statusie placówki filialnej domu biskupiego w Tyraspolu, działająca w ramach dekanatu słobodziejskiego eparchii tyraspolskiej i dubosarskiej Mołdawskiego Kościoła Prawosławnego.
W 1953 we wsi wzniesiono pomnik na zbiorowej mogile żołnierzy radzieckich, zaś w 1966 - pomnik Boguna-Dobrowolskiego.

## Demografia
Według danych spisu powszechnego w Naddniestrzu w 2004 w miejscowości żyło 7291 osób, z tego:
- 4687 Ukraińców,
- 1507 Rosjan,
- 720 Mołdawian,
- 94 Bułgarów,
- 72 Gagauzów,
- 64 Białorusinów,
- 55 Niemców,
- 92 osoby innej narodowości[7].